# メガスタ
メガスタとは、株式会社バンザンが運営するオンライン家庭教師事業。2017年7月に、メガスタの前身となる「私立・国立大学専門 家庭教師メガスタディオンライン」としてサービスを開始。
2020年7月より、メガスタとしてリニューアルしている。

## 沿革
- 2017年7月　- 「私立・国立大学専門 家庭教師メガスタディオンライン」のサービス開始
- 2017年12月　- 生徒の顔と生徒の手元を2画面で同時表示できる新システムの導入開始
- 2020年７月　-「オンライン家庭教師　メガスタ」を開始（旧：-「私立中学高校専門家庭教師　メガスタ」と「私立・国立大学専門 家庭教師メガスタディオンライン」に「小学生」を加えてサービス名をリニューアル）
- 2020年10月　- オンライン家庭教師で使用するカメラとパソコンを気軽にレンタルできるサービスを開始
- 2020年10月　- AIによる動画解析サービス「I'mbesideyou」を導入

## 行政処分
- 「利用者満足度No.1」とうたった広告は客観的な調査に基づくものでなかったなどとして、消費者庁は12日、オンライン家庭教師サービス「オンラインプロ教師のメガスタ」の運営会社「バンザン」（東京都新宿区）に対し、景品表示法違反（優良誤認、有利誤認）で再発防止策などを求める措置命令をだした。[1]

## 取材
- 2020年10月23日- ASCII START UPサイト　掲載『オンライン家庭教師のバンザン、AIによる動画解析サービス「I'mbesideyou」を導入』
- 2020年10月23日- Yahoo!ニュース掲載『オンライン家庭教師のバンザン、AIによる動画解析サービス「I'mbesideyou」を導入』
- 2020年10月23日- exciteニュースサイト　掲載『オンライン家庭教師のメガスタなどを手がけるバンザン社、オンライン家庭教師サービスにおける子どもたちの目標達成を叶えるために、AIによる動画解析サービス「I'mbesideyou」を導入』
- 2020年10月23日- ICT教育ニュースサイト　掲載『オンライン家庭教師のバンザン、AI動画解析サービス「I’mbesideyou」を導入』